# Hyphaene
Genre
Hyphaene est un genre de palmier qui comprend huit espèces, dont le palmier doum (Hyphaene thebaica). Ce sont des palmiers inhabituels qui ont la particularité d'être naturellement dotés d'un tronc avec des branches. L'espèce Hyphaene coriacea a ainsi un stipe court, qui se ramifie dès le niveau du sol. La plupart des autres genres de palmiers sont composés d'espèces ayant un stipe ne se ramifiant pas.
Ils supportent bien la sécheresse et se répartissent généralement dans des zones herbeuses, des steppes ou des savanes. Certaines espèces poussent au bord des oasis ou des oueds.

## Quelques espèces

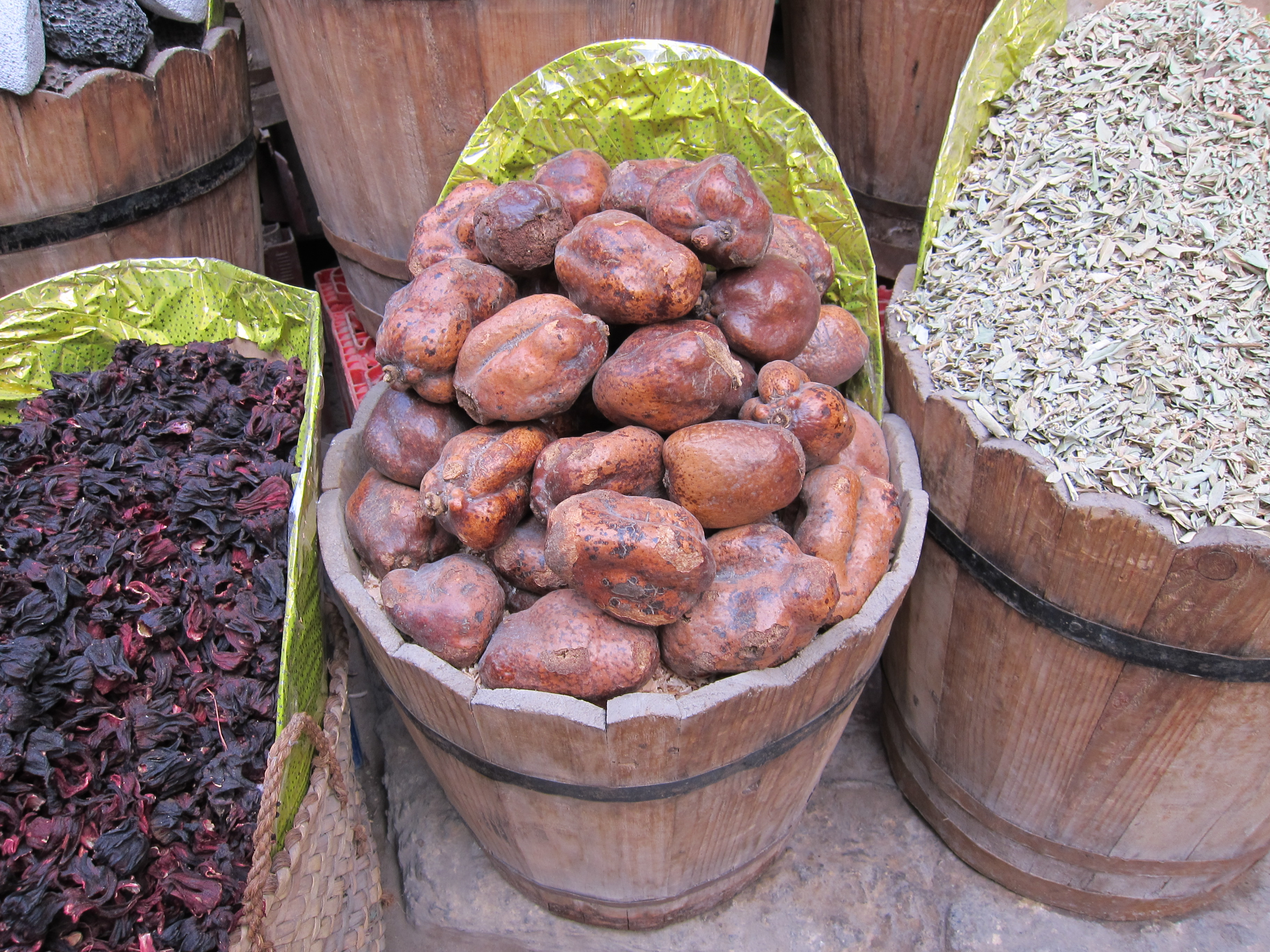
Fruits d'Hyphaene sur un marché de Louxor en Égypte

Le palmier doum est une espèce très connue du genre Hyphaene. Originaire de la vallée du Nil. C'est un grand palmier pouvant atteindre 10 mètres, il produit des fruits ovales, marron et larges qui sont consommés séchés. Ces fibres et ces feuilles sont également utilisés tout le long du Nil, par les habitants, pour produire des paniers, des cordes, des couffins...
Il était considéré comme sacré par les égyptiens et le noyau des fruits fut retrouvé dans de nombreuses tombes de Pharaons.
Une autre espèce remarquable du genre Hyphaene est le Hyphaene petersiana. Il pousse dans les savanes du sud-est de l'Afrique, en altitude. Il possède des grandes feuilles costapalmées, de couleur gris vert, qui sont dotées de segments raides. Les feuilles forment une couronne ronde au sommet d'un stipe massif qui atteint 25 m de hauteur. Cette espèce de palmier développe généralement un stipe unique ou double. Elle supporte très bien la sécheresse et pousse dans les régions tropicales ou subtropicales.

## Liste des espèces
Selon Catalogue of Life (14 avril 2018) :
- Hyphaene compressa H.Wendl.
- Hyphaene coriacea Gaertn.
- Hyphaene dichotoma (J.White Dubl. ex Nimmo) Furtado
- Hyphaene guineensis Schumach. & Thonn.
- Hyphaene macrosperma H.Wendl.
- Hyphaene petersiana Klotzsch ex Mart.
- Hyphaene reptans Becc.
- Hyphaene thebaica (L.) Mart.